# Dommershausen
Dommershausen település Németországban, Rajna-vidék-Pfalz tartományban. Lakosainak száma 1097 fő (2023. december 31.). Dommershausen Buch és Zilshausen községekkel határos.

## Népesség
A település népességének változása:
| Lakosok száma | 1121 | 1073 | 1071 | 1103 | 1099 | 1097 |
|               | 1975 | 2017 | 2019 | 2021 | 2022 | 2023 |